# 巴勒斯坦 (伊利諾伊州)
巴勒斯坦（英語：Palestine）是位於美國伊利諾伊州克勞福德縣的一個村落。

## 地理
巴勒斯坦的座標為39°00′08″N 87°36′44″W / 39.00222°N 87.61222°W，而該地最高點為海拔高度337米（即449英尺）。

## 人口
根據2010年美國人口普查的數據，巴勒斯坦的面積為2.90平方千米，當中陸地面積為2.87平方千米，而水域面積為0.03平方千米。當地共有人口1369人，而人口密度為每平方千米472人。